# Moviment Popular de Letònia
El Moviment Popular de Letònia (en letó: Tautas Kustība Latvijai TKL) 
va ser un partit polític actiu a Letònia des del 1995 al 1998. Va ser fundat per iniciativa d'alguns dissidents del Moviment per la Independència Nacional de Letònia, incloent Joachim Siegerist.
Després d'aconseguir un bon resultat a les eleccions legislatives de 1995, en què van guanyar el 14,9% dels vots, va baixar fortament a les següents eleccions parlamentàries de 1998, quan va obtenir l'1,7%. El partit es va dissoldre aquell mateix any.